# Landschaftsschutzgebiet Siefen östlich Neheim
Das Landschaftsschutzgebiet Siefen östlich Neheim mit 0,9 ha Flächengröße lag im Stadtgebiet Arnsberg. Es wurde 1998 mit dem Landschaftsplan Arnsberg durch den Kreistag des Hochsauerlandkreises als Landschaftsschutzgebiet (LSG) Typ C (Wiesentäler) ausgewiesen. Bei der Neuaufstellung des Landschaftsplanes Arnsberg durch den Kreistag 2021 wurde die LSG-Fläche als Teil vom Landschaftsschutzgebiet Arnsberg ausgewiesen.

## Beschreibung
Es lag am Siedlungsrand von Neheim. Das LSG grenzte nördlich, westlich und südlich direkt an den Siedlungsbereich. Östlich grenzen Waldbereiche an. Das LSG umfasste Grünland. 2021 war dieser Grünlandbereich mit Bäumen bestanden. 

## Schutzzweck
Die Ausweisung erfolgte zur Sicherung und Erhaltung der Leistungsfähigkeit des Naturhaushaltes oder der Nutzungsfähigkeit der Naturgüter; wegen der Vielfalt, Eigenart oder Schönheit des Landschaftsbildes und ihrer besonderen Bedeutung für die Erholung. Durch die Ausweisung sollen Freiflächen in Ortsrandlage sichern.

## Rechtliche Vorschriften
Im Landschaftsschutzgebiet ist unter anderem das Errichten von Bauten verboten. Wie in den anderen Landschaftsschutzgebieten vom Typ A in Arnsberg besteht im LSG ein Verbot der Erstaufforstung und Weihnachtsbaum-, Schmuckreisig- und Baumschul-Kulturen anzulegen. Anders als bei den LSGs vom Typ A und B ist es verboten, Grünland und Grünlandbrachen in Acker oder andere Nutzungen umzuwandeln.